# Oswaldo Mendes
Oswaldo Ramos Mendes Filho, mais conhecido como Oswaldo Mendes (Marília, 19 de Setembro de 1946) é um ator, diretor, autor de teatro e jornalista do Brasil, residente na cidade de São Paulo.

## Perfil
Ator, diretor e autor de teatro, formado em 1971 pela Escola de Arte Dramática da Universidade de São Paulo. Como jornalista profissional, de 1969 a 1992, dirigiu o jornal Última Hora (SP), foi editor do suplemento Folhetim e sub-secretário de redação da Folha de S. Paulo, editor de Cultura da revista Visão e um dos fundadores da Associação Paulista de Críticos de Arte, APCA. Escreveu os livros Getúlio Vargas, uma biografia (Editora Moderna, 1984), Ademar Guerra: O teatro de um homem só (Editora Senac, 1997), indicado para o prêmio Shell, e Teatro e Circunstância (Editora Núcleo, 2005) , que reúne três de suas peças já encenadas: Um tiro no coração (1984), Voltaire – Deus me livre e guarde (1998) e A dança do universo (2005). Autor dos textos das edições do livro-agenda Anotações com arte, de conteúdo biográfico, sobre Vinicius de Moraes (2004), Chico Buarque (2005-2006), Tom Jobim (2007) e “50 anos de Bossa Nova” (2008).
Em 2009 lançou a biografia de Plínio Marcos "Bendito Maldito" (Editora Leya) que lhe rendeu o Prêmio Jabuti e o Prêmio APCA, Associação Paulista dos Críticos de Arte.
Como ator estreou em 1972, no espetáculo Missa Leiga de Chico de Assis, direção de Ademar Guerra e coreografia de Márika Gidali, e integra desde 2001 e é um dos diretores artísticos do grupo Arte Ciência no Palco, onde atuou nas seguintes peças: Copenhagen, A dança do universo, E agora, sr. Feynman?, Quebrando códigos e Perdida – Uma comédia quântica, pela qual foi indicado ao prêmio Shell de melhor ator em 2002, Oxigênio, After Darwin e Crianças da noite. De 2010 a 2012 atuou no espetáculo "12 homens e uma sentença", que estreou em São Paulo no CCBB - Centro Cultural Banco do Brasil e cumpriu temporadas nos teatros Imprensa, Tucarena e Promon, apresentando-se em seguida em Lisboa, Coimbra, Braga e Évora.
Dirigiu, entre outros espetáculos: Brecht Segundo Brecht com Armando Bogus, Essa mulher com Elis Regina, São Paulo Brasil com César Camargo Mariano, Sinal de Vida de Lauro César Muniz com Antonio Fagundes e Francisco Milani, Natal na praça com Etty Fraser e Caio Blat, A que ponto chegamos com Esther Góes e Walter Breda, e vários shows da cantora Célia, entre eles A louca do bordel.
Como AUTOR DE TEATRO escreveu as seguintes peças:
"Brecht segundo Brecht" (1974), apresentada sob direção do autor no Auditório Augusta, em São Paulo, com Armando Bogus, Cacilda Lanuza, Chico de Assis, Rachel Araújo e Fernando de Souza, e dirigida por Ademar Guerra excursionou pelo país (1976) com Aracy Balabanian, Walmor Chagas, Cláudio Marzo, Lucélia Santos e Pedro Veras.
"Revista do Henfil" (1978), adaptação da obra do cartunista Henfil, com músicas de Cláudio Petraglia e direção de Ademar Guerra, produção de Ruth Escobar, que encabeçou o elenco formado por Sônia Mamede, Rafael de Carvalho, Sérgio Roperto e Paulo César Pereio.
"Um tiro no coração" (1984), com Dionísio Azevedo e Walderez de Barros.
"Noite na taverna" (1989), adaptação da obra de Álvares de Azevedo, dirigida por Ademar Guerra para o  Teatro Guaíra de Curitiba.
"Por baixo do pano (1995), com Consuelo Leandro.
"Voltaire - Deus me livre e guarde" (1998), direção de Marika Gidali, músicas de Paulo Herculano e coreografia de Décio Otero; apresentada de novembro de 1998 a fevereiro de 1999 na Sala Ademar Guerra do Centro Cultural São Paulo.
"A dança do universo" (2005), direção de Soledad Yungue para a o núcleo Arte Ciência no Palco.
"Insubmissas" (2015), sobre mulheres na ciência, direção de Carlos Palma, para o núcleo Arte Ciência no Palco. Estreou em 17 de janeiro no Teatro de Arena Eugênio Kusnet. Indicado aos prêmios Shell e APCA - Associação Paulista de Críticos Teatrais de melhor autor.

## Principais trabalhos em teatro - Ator
- 2014 - Matéria Obscura - direção de Rubens Velloso
- 2013 - Anti Nelson Rodrigues - direção de Eduardo Tolentino de Araújo
- 2012 - Crianças da noite - direção Marco Antonio Rodrigues
- 2011 - 12 Homens e uma sentença - direção Eduardo Tolentino de Araújo
- 2008 – After Darwin – direção Rachel Araújo
- 2006 – Oxigênio – direção Sylvio Zilber
- 2005 - A Dança do Universo – direção Soledad Yunge
- 2004 – E Agora, Sr Feynman? – direção Sylvio Zilber
- 2003 – Quebrando Códigos – direção Roberto Vignati
- 2002 – Perdida, Uma Comédia Quântica – direção Marco Antonio Braz
- 2001 – Copenhagen – direção Marco Antonio Rodrigues
- 2000 – Visão Cega – direção José Renato
- 1998 – Voltaire – Deus me livre e guarde – direção Márika Gidali
- 1997 – Medéia – direção Jorge Takla
- 1996 – Oeste – direção Marco Ricca
- 1994 – A Gaivota – direção Francisco Medeiros
- 1972 – Missa Leiga – direção Ademar Guerra

## Autor dos livros
- “Getúlio Vargas”, coleção de biografias (Editora moderna)
- “Ademar Guerra: O teatro de um homem só” (Editora Senac), indicado em 1997 para o prêmio Shell
- “Teatro e Circunstância” (Editora Núcleo), reunindo três peças de sua autoria: “Um tiro no coração” (1984), “Voltaire - Deus me livre e guarde” (1997) e “A dança do universo” (2005)
- "Bendito Maldito" uma biografia de Plínio Marcos (Editora Leya, 2010), Prêmio Jabuti e APCA - Associação Paulista de Críticos de Arte

## Música e televisão
- Direção de Elis Regina em “Essa Mulher” (1979)
- Direção de "São Paulo, Brasil" com César Camargo Mariano (1977)
- Direção de shows da cantora Célia, de "Vento bravo" (1984) e "A louca do bordel" (1991)
- Direção de “Chico Viola” especial da TV Cultura nos 35 anos da morte do cantor Francisco Alves (1987)
- Ator em teleteatros na TV Cultura dirigidos por Ademar Guerra, Silvio de Abreu e Maucir Campanholi
- Ator na novela "Mulheres de Areia" de Ivani Ribeiro (1973/74)
- Participação especial na novela de Lauro César Muniz “As Pupilas do Senhor Reitor” (1994)